# المجمع المغلق أكتوبر 1978
المجمع المغلق أكتوبر 1978 هو المجمع الموكول بانتخاب بابا الكنيسة الكاثوليكية الجديد بعد استقالة البابا. انعقد مجمع الكرادلة لانتخاب البابا الجديد بدءًا من
14 أكتوبر 1978 وانتهى في 16 أكتوبر 1978. انتُخبَ يوحنا بولس الثاني ليكون البابا الجديد للكنيسة.
عُقدَ المجمع في الفاتيكان في 1978.